# Art colon

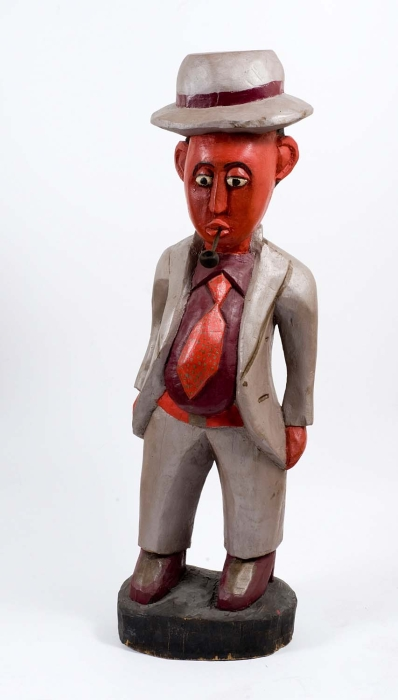
Sculpture conservée au Tropenmuseum.

L'art colon ou « sculpture colon » est une forme d'art originaire d'Afrique qui englobe les représentations de l'homme occidental dans l'art africain. Il est principalement connu par les sculptures figuratives en bois présentes dans l'art africain traditionnel depuis la période coloniale.
Les statues représentent généralement des fonctionnaires coloniaux européens tels que les fonctionnaires, des médecins ou des soldats. Elles sont souvent caractérisées par des motifs décoratifs récurrents, tels que les casques coloniaux et des costumes et uniformes officiels.
Originaire d'Afrique de l'Ouest, le style atteint une popularité internationale après la Seconde Guerre mondiale et après la décolonisation.
En histoire de l'art, il est toujours débattu s'il s'agit de caricatures satiriques de fonctionnaires coloniaux ou simplement de représentations de nouveaux sujets dans les styles locaux.